# Tatiana Goldobina
Tatiana Goldobina, née le 4 novembre 1975 à Bichkek au Kirghizstan, est une tireuse sportive russe. 

## Carrière
Tatiana Goldobina participe aux Jeux olympiques de 2000 à Sydney où elle remporte la médaille d'argent dans l'épreuve de la carabine 3x20 50 mètres.